# Kanton Venarey-les-Laumes
Kanton Venarey-les-Laumes (francouzsky Canton de Venarey-les-Laumes) je francouzský kanton v departementu Côte-d'Or v regionu Burgundsko. Tvoří ho 23 obcí.

## Obce kantonu
- Alise-Sainte-Reine
- Boux-sous-Salmaise
- Bussy-le-Grand
- Charencey
- Corpoyer-la-Chapelle
- Darcey
- Flavigny-sur-Ozerain
- Frôlois
- Gissey-sous-Flavigny
- Grésigny-Sainte-Reine
- Grignon
- Hauteroche
- Jailly-les-Moulins
- Marigny-le-Cahouët
- Ménétreux-le-Pitois
- Mussy-la-Fosse
- Pouillenay
- La Roche-Vanneau
- Salmaise
- Source-Seine
- Thenissey
- Venarey-les-Laumes
- Verrey-sous-Salmaise